# El Chinalito
El Chinalito är en ort i Mexiko.   Den ligger i kommunen Macuspana och delstaten Tabasco, i den sydöstra delen av landet, 700 km öster om huvudstaden Mexico City. El Chinalito ligger 26 meter över havet och antalet invånare är 273.
Terrängen runt El Chinalito är platt åt nordost, men åt sydväst är den kuperad. Terrängen runt El Chinalito sluttar norrut. Runt El Chinalito är det ganska glesbefolkat, med 34 invånare per kvadratkilometer. Trakten runt El Chinalito består till största delen av jordbruksmark.